# Шасу
Шасу (транслітерація давньоєгипетського терміна š3sw, буквально «йдуть пішки») - кочівники, що з'явилися в Леванті починаючи з XV ст. до н. е. і жили там аж до Третього перехідного періоду. Термін вперше з'являється в списку народів Зайордання, що сягає XV ст. до н. е. У списку перераховуються шість груп шасу: шасу S'rr (ймовірно, Сеїра), шасу Lbn, шасу Sam'ath (ймовірно, Кенеї), шасу Wrbr (ймовірно, біля Ваді-ель-Хеса), шасу Yhw і шасу Pysps. 
На підставі цих відомостей ряд дослідників, в тому числі Дональд Редфорд і Вільям Дівер, прийшли до висновку, що народи, ототожнюються з Ізраїлем на стели Мернептаха, входили до складу шасу. Рейні (Rainey) на підтримку даної тези призводить тексти з Амарнського архіву.  З іншого боку, проти ототожнення ізраїльтян з шасу може говорити той факт, що на рельєфі Мернептаха народ, пізніше знаний як ізраїльтяни, розглядається не в складі шасу. Більш того, один з єгипетських документів вважає шасу вихідцями з Едому, тобто  Ідумеї.
Деякі вчені, як Френк Юрко (Frank J. Yurco) і Майкл Хейзел (Michael G. Hasel), розглядають шасу, згадуваних на стелі Мернептаха, як окреме від Ізраїлю плем'я, оскільки вони носили інший одяг, мали інші зачіски і взагалі згадуються єгипетськими писарями окремо.  Більш того, Ізраїль згадується як народ, як соціально-етнічна група. Найчастіше поруч із згадкою «ворогів з шасу» ставиться ієрогліф-детермінатив «гірська країна».  Таким чином, шасу відрізняються від ханааніїв, захищали укріплені міста Ашкелон, Гезер і Еноам. 

## Див. Також
- Хабіру
- Шуту